# Adrianu Mic, Mureș
Adrianu Mic (în maghiară Kisadorján) este un sat în comuna Gălești din județul Mureș, Transilvania, România.

## Istoric
Pe Harta Iosefină a Transilvaniei din 1769-1773 (Sectio 144), localitatea a apărut sub numele de „Kis Adorjan”.

## Imagini

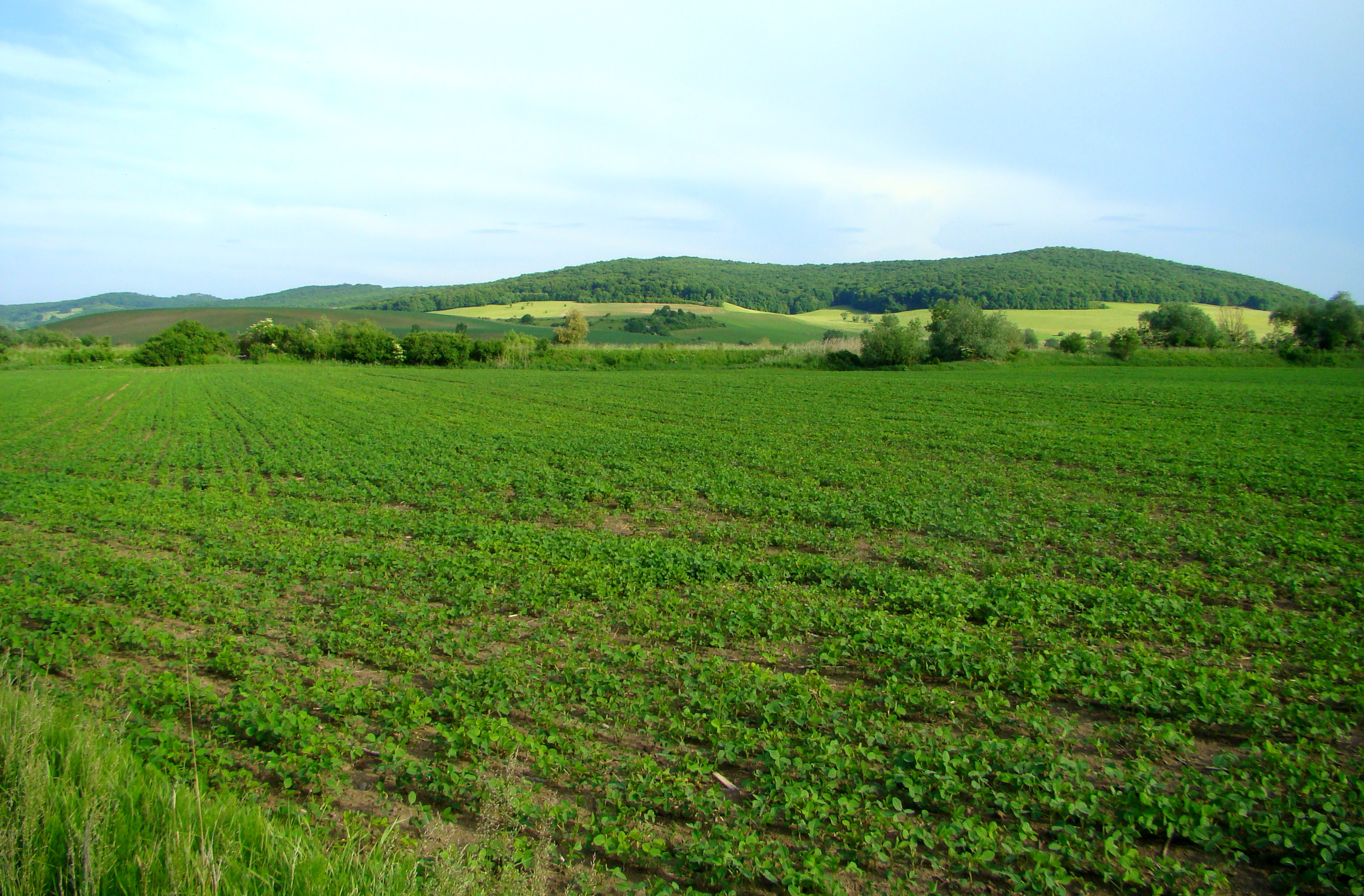
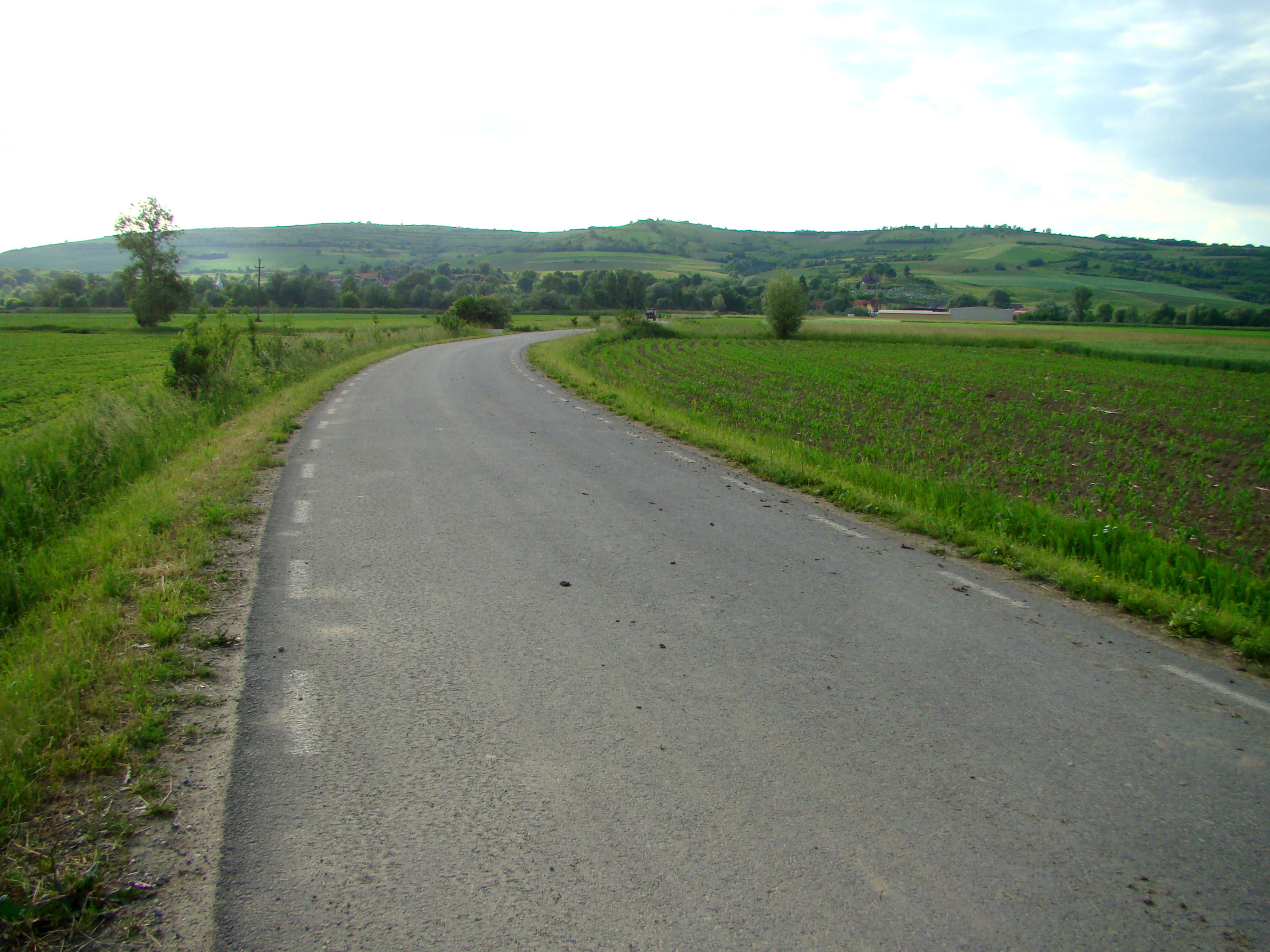
Drumul Sânvăsii-Adrianu Mic
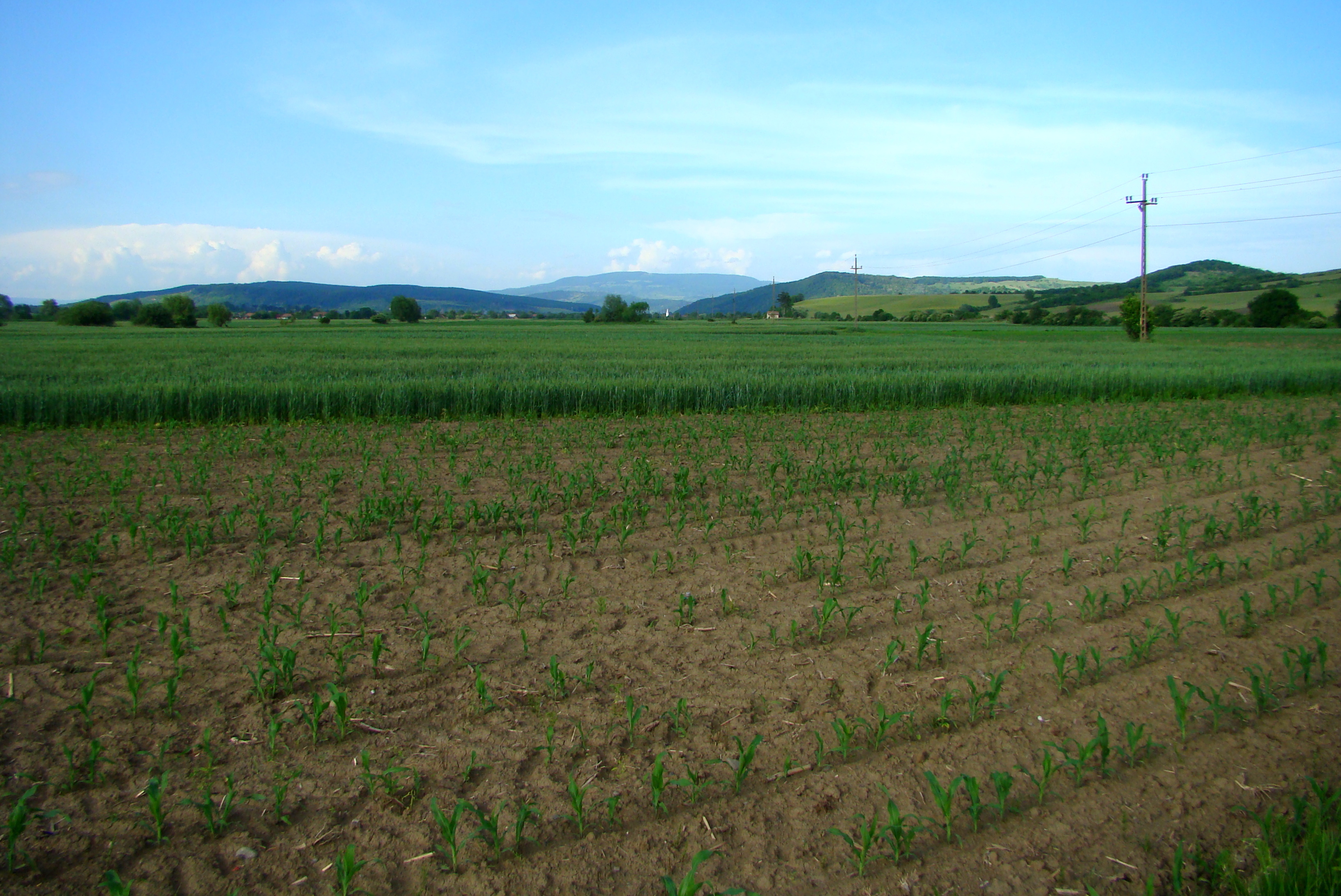
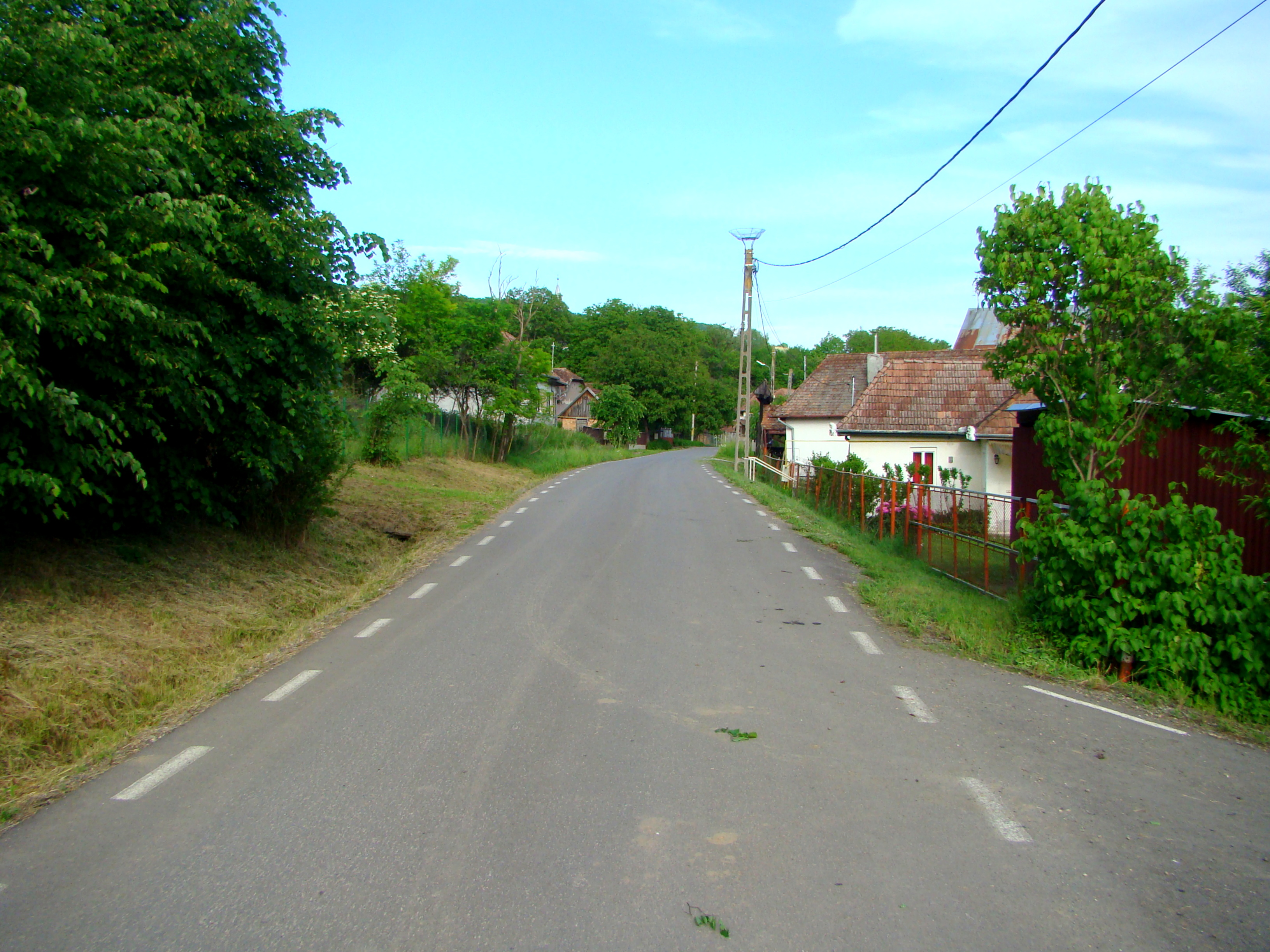
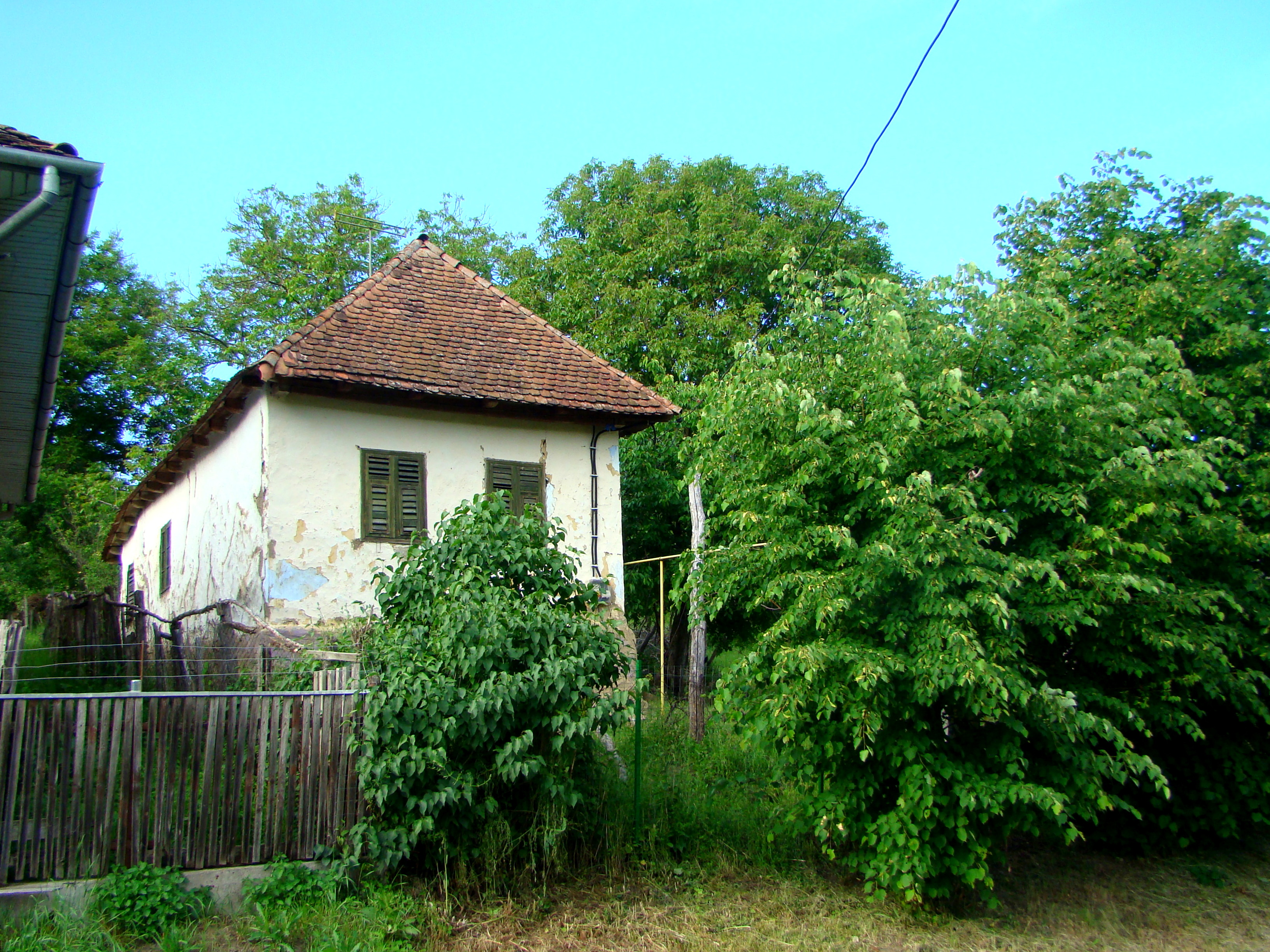
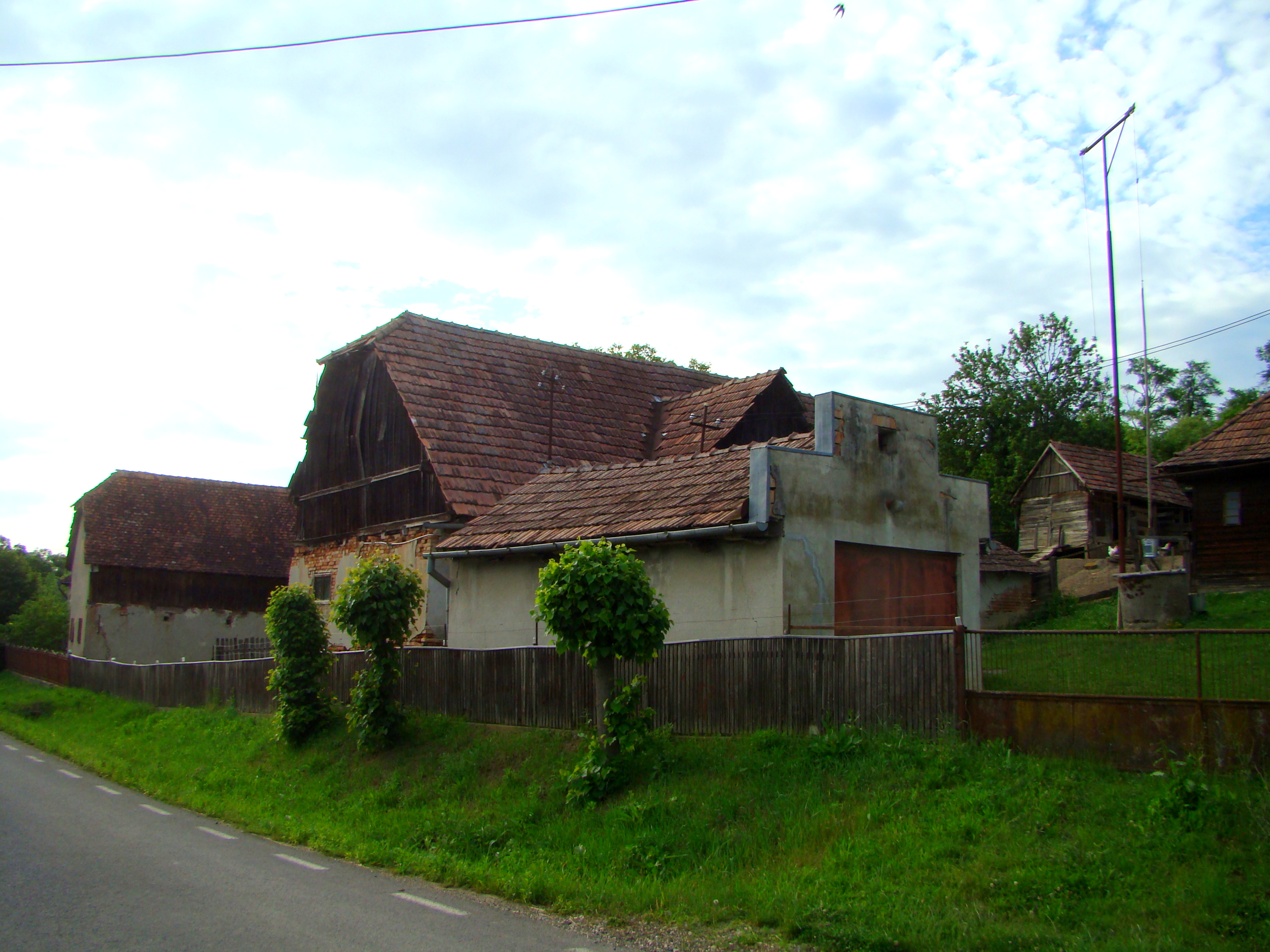
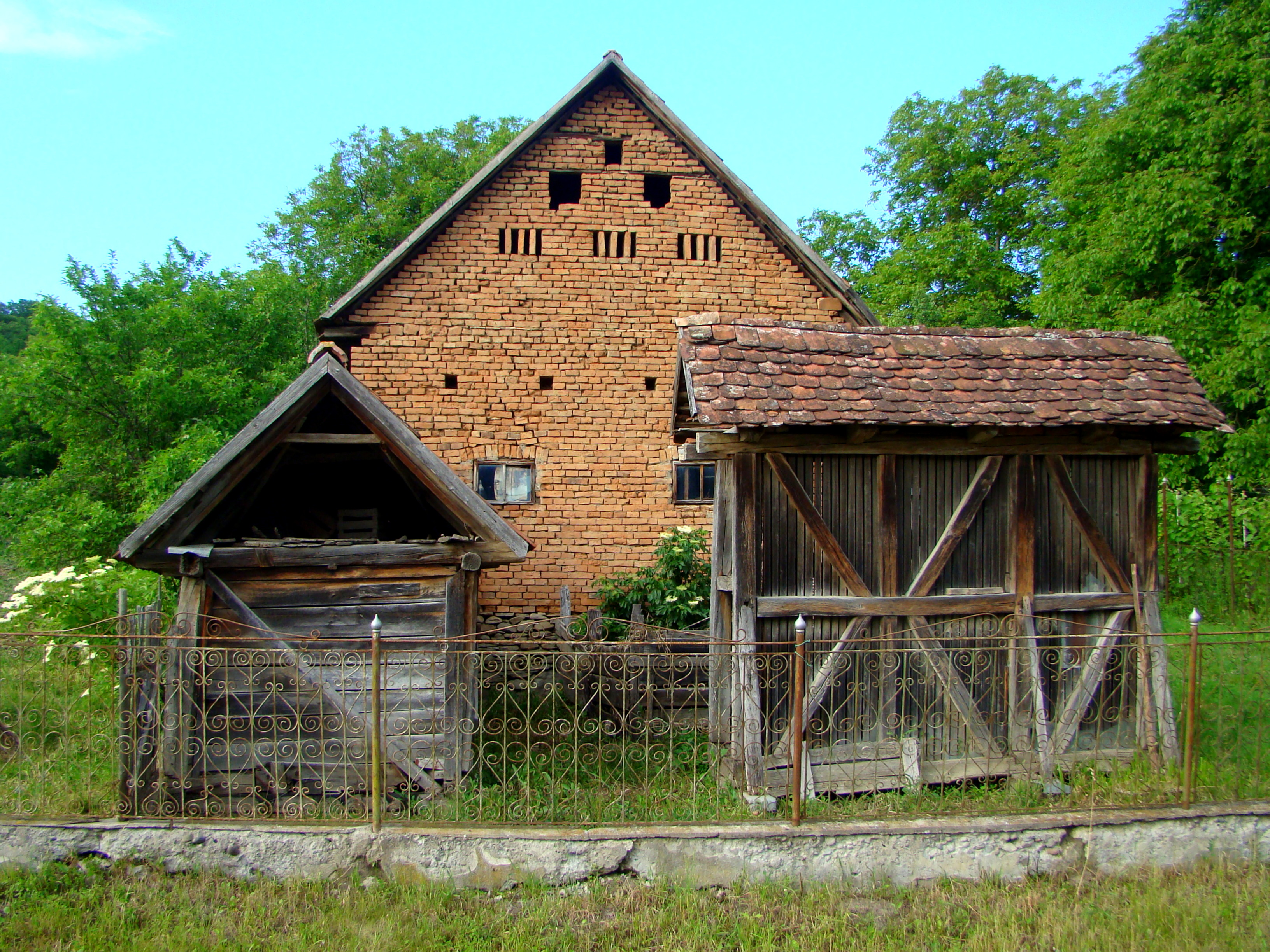
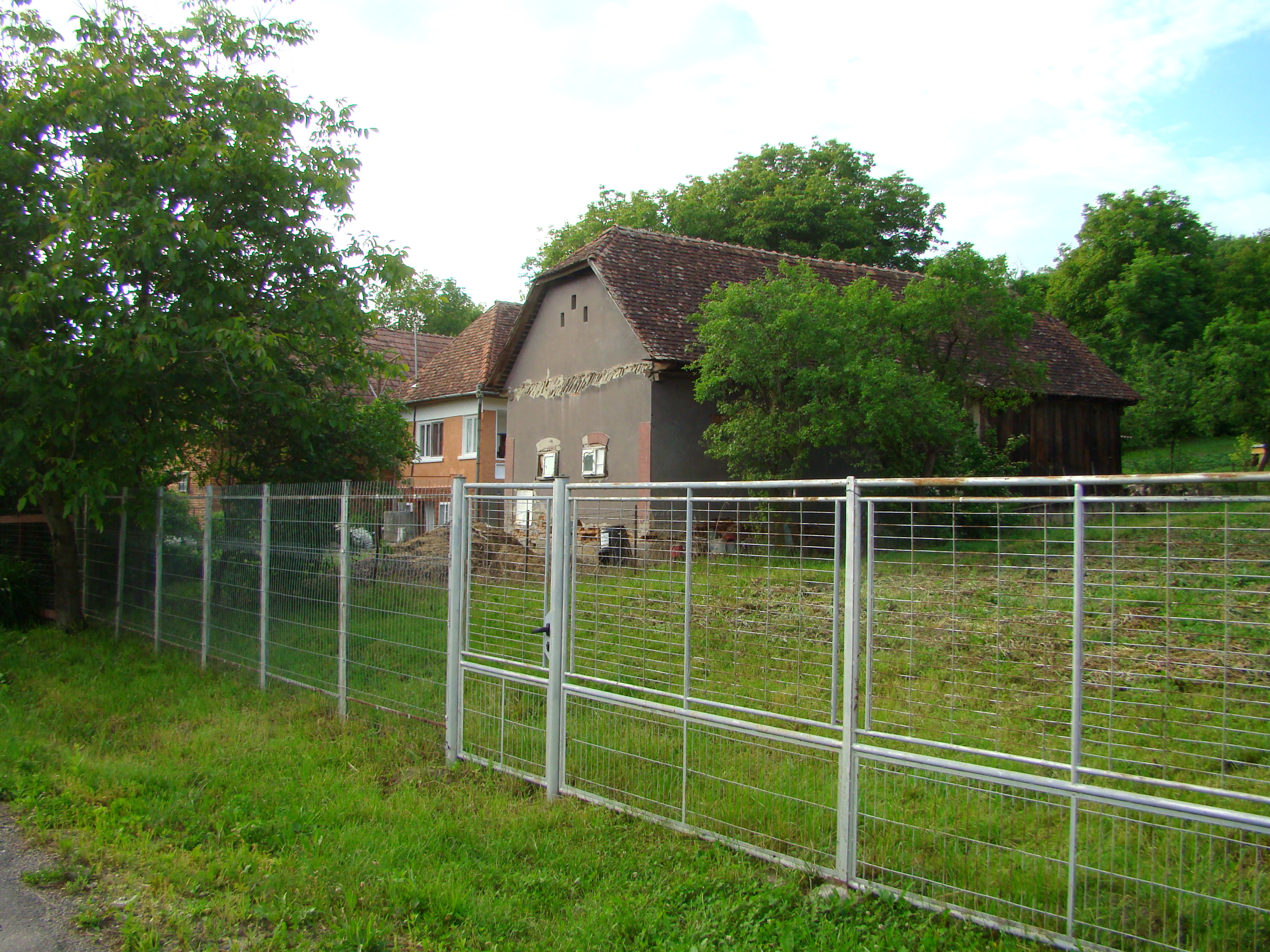
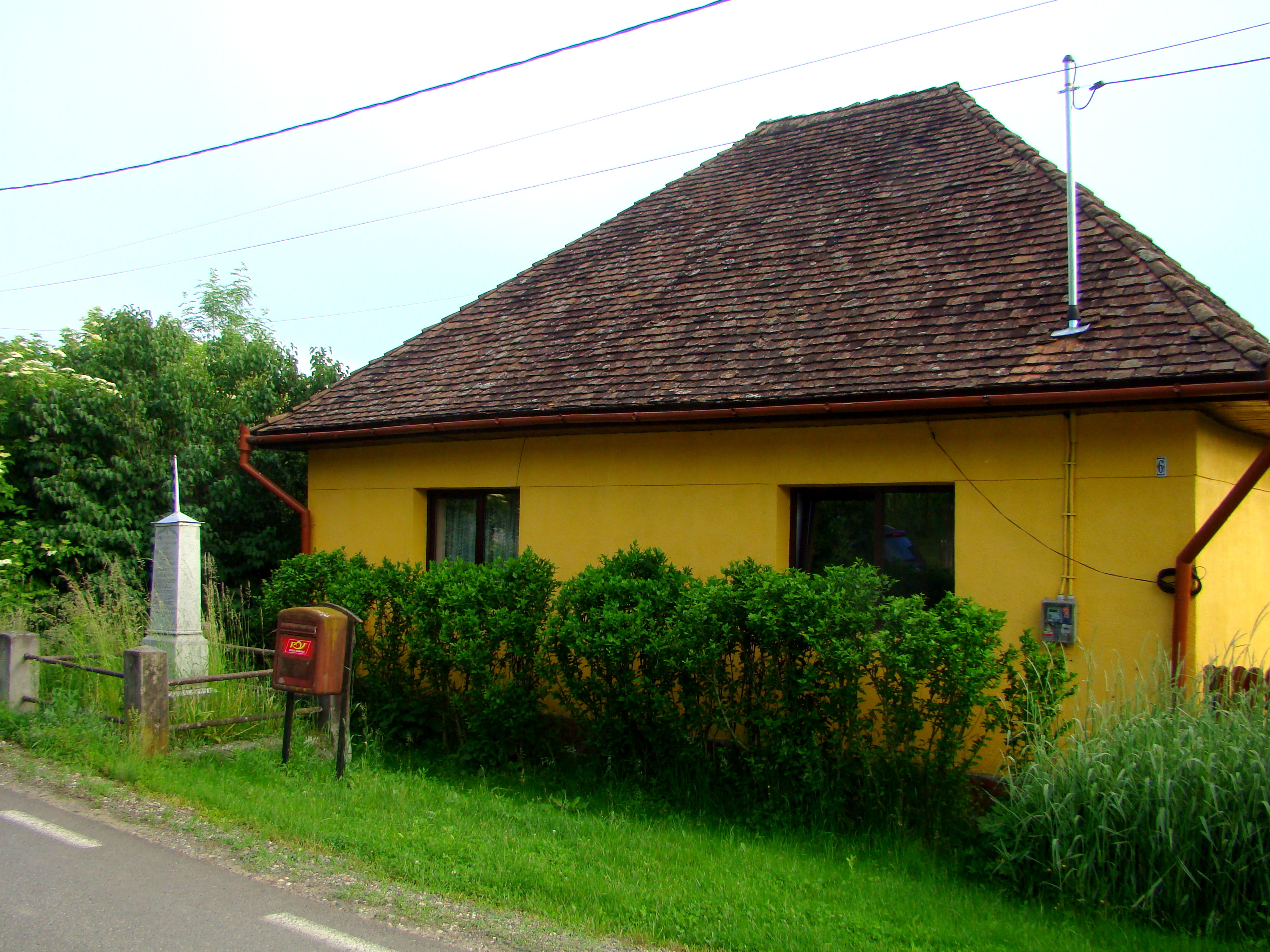
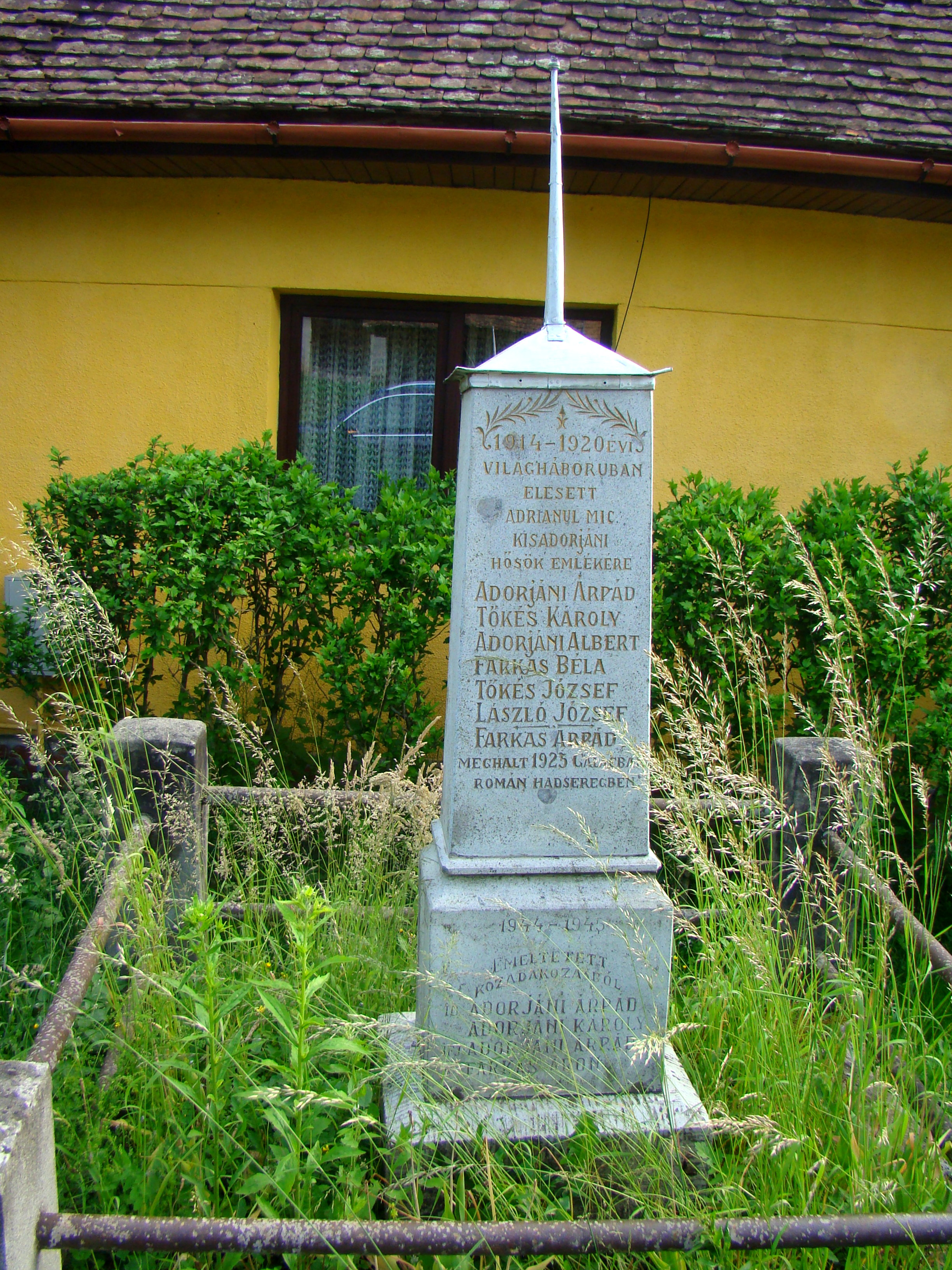
Monumentul eroilor
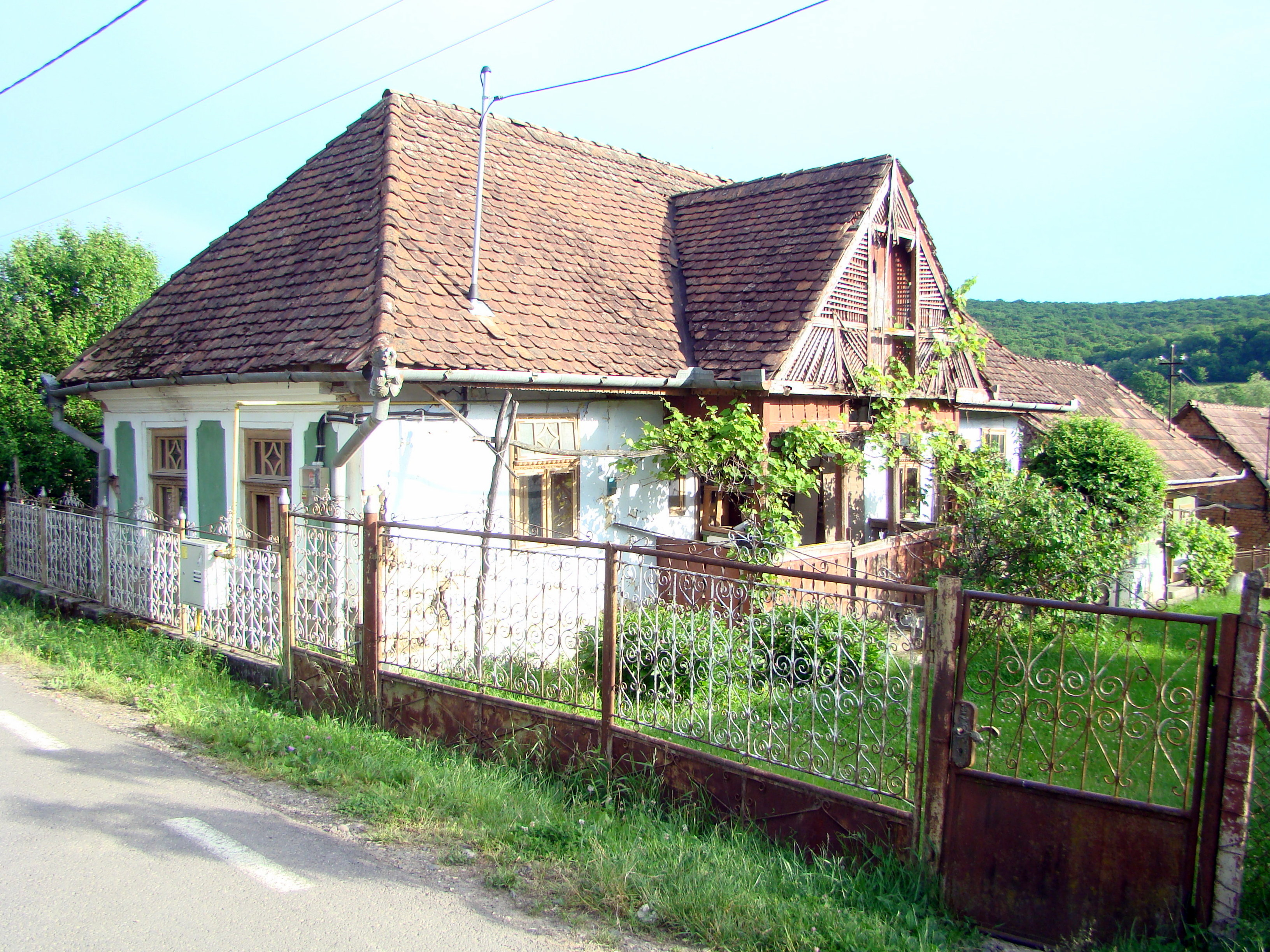
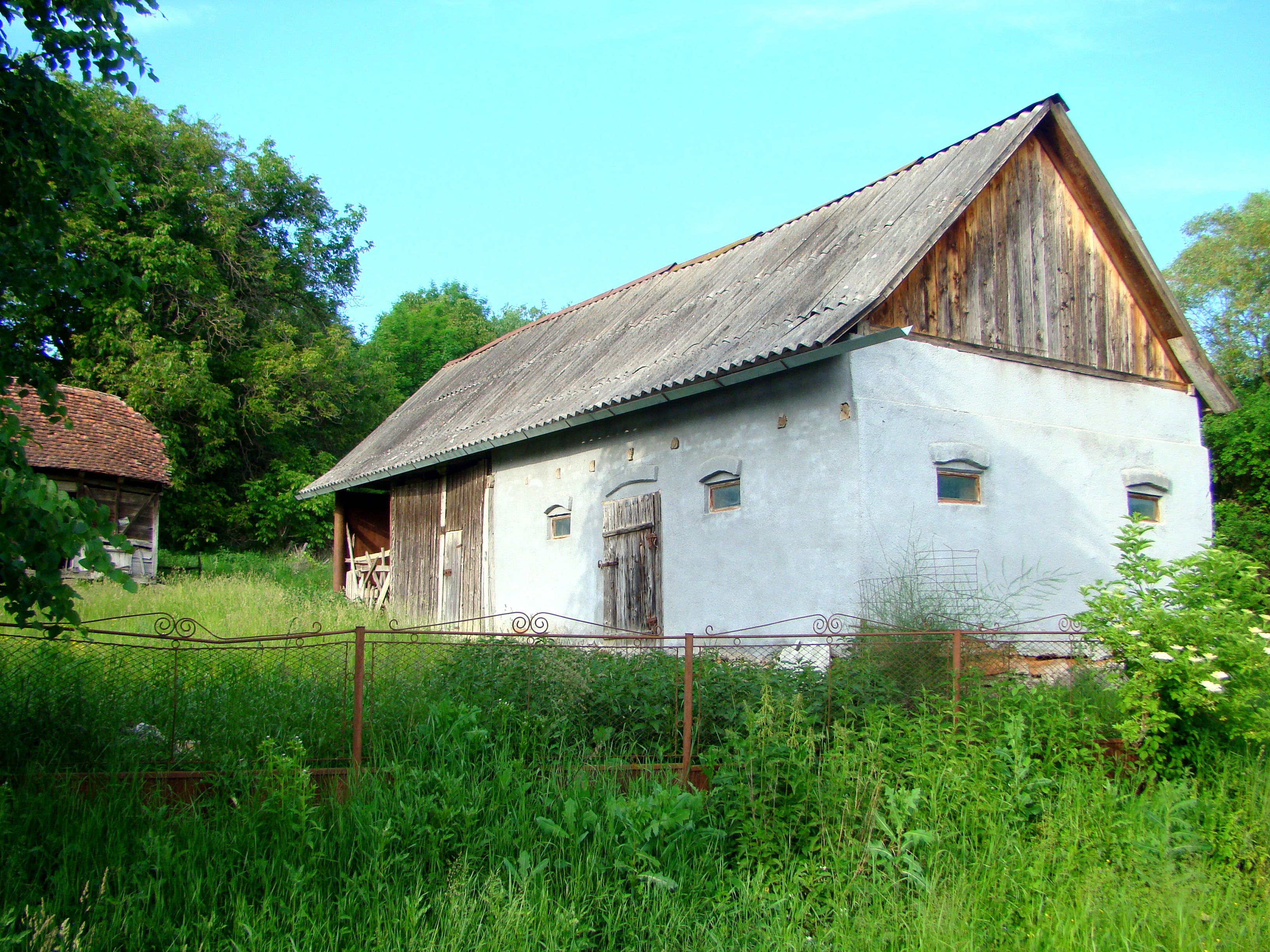
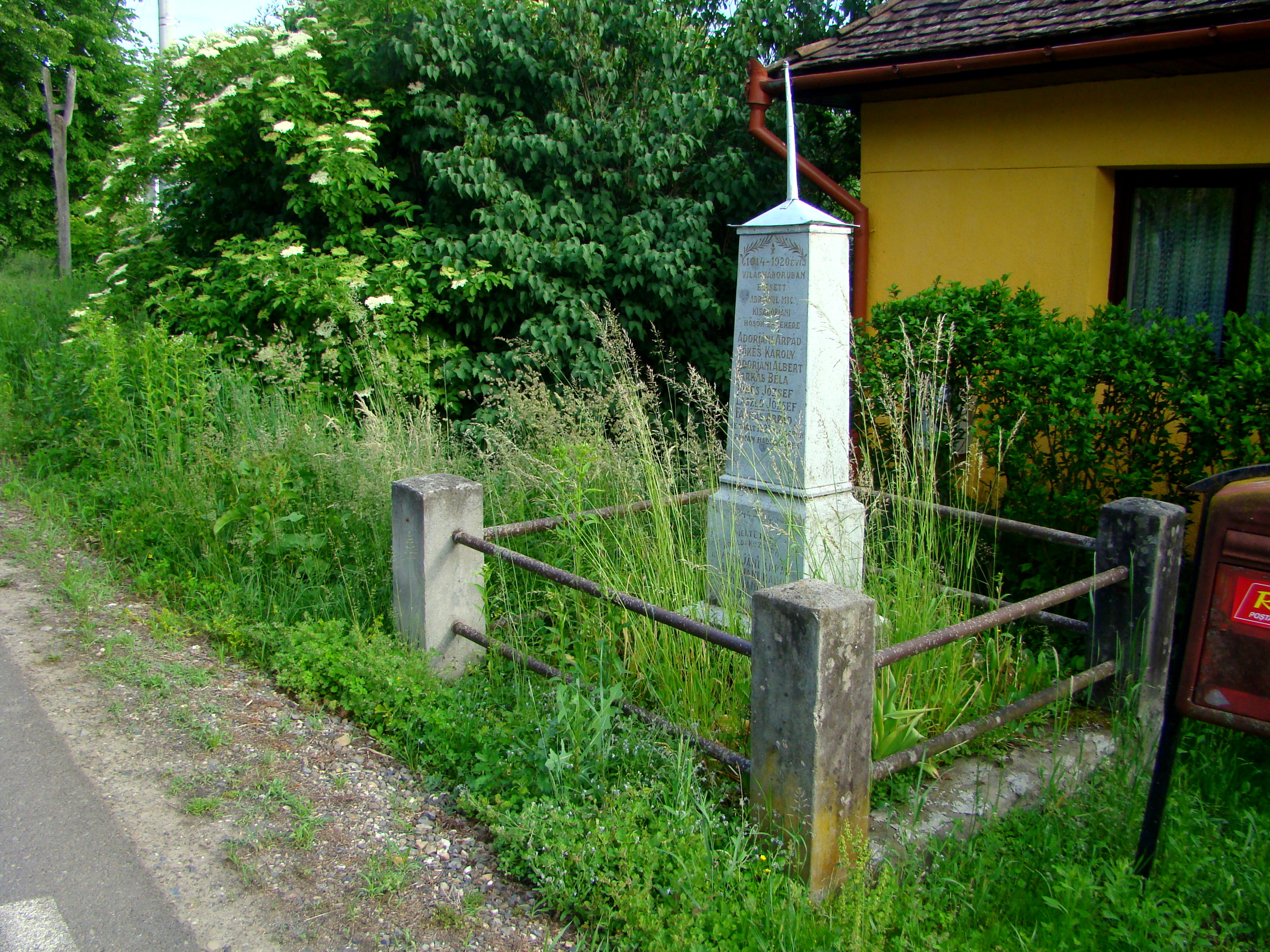
Monumentul eroilor
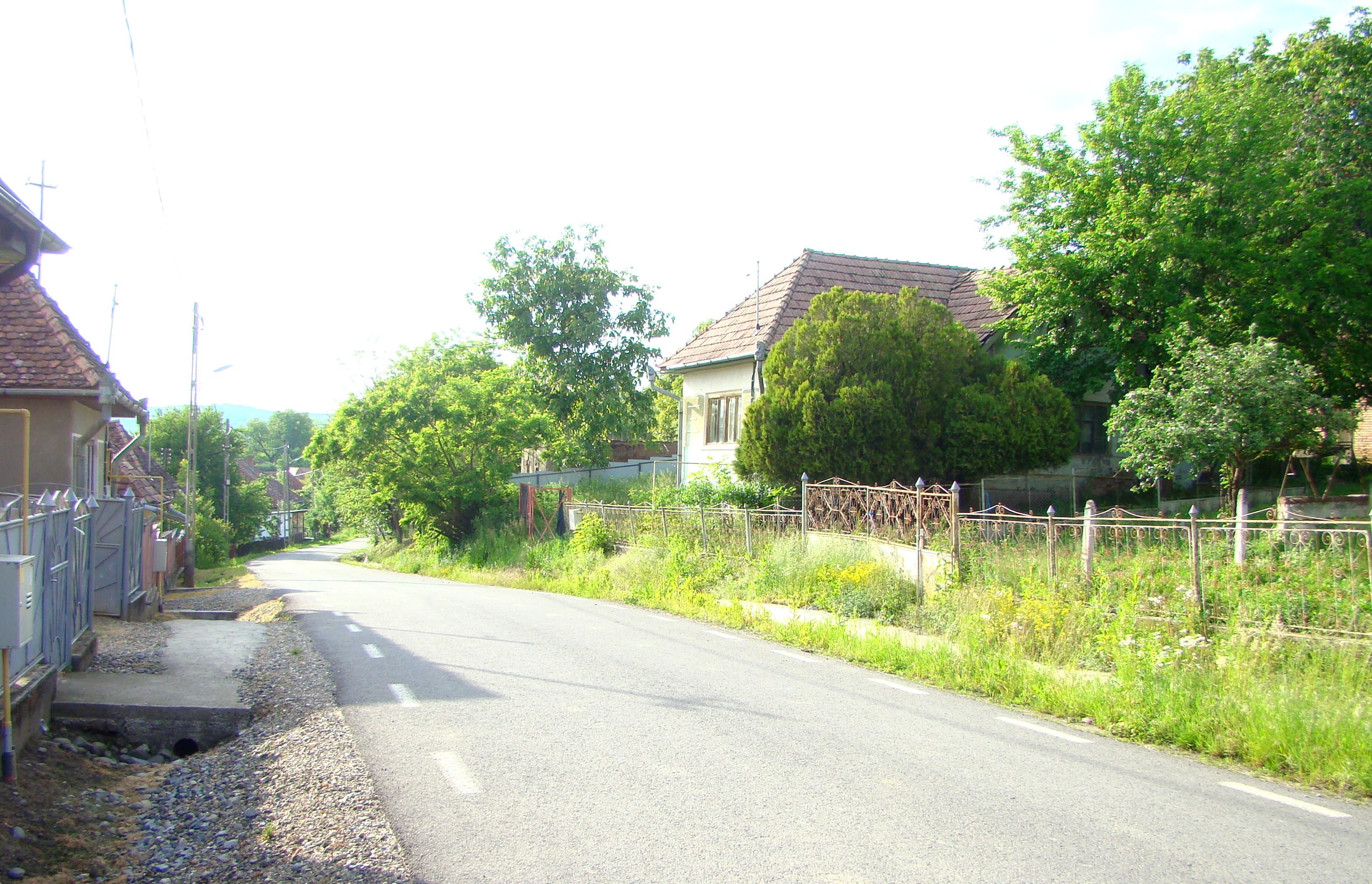
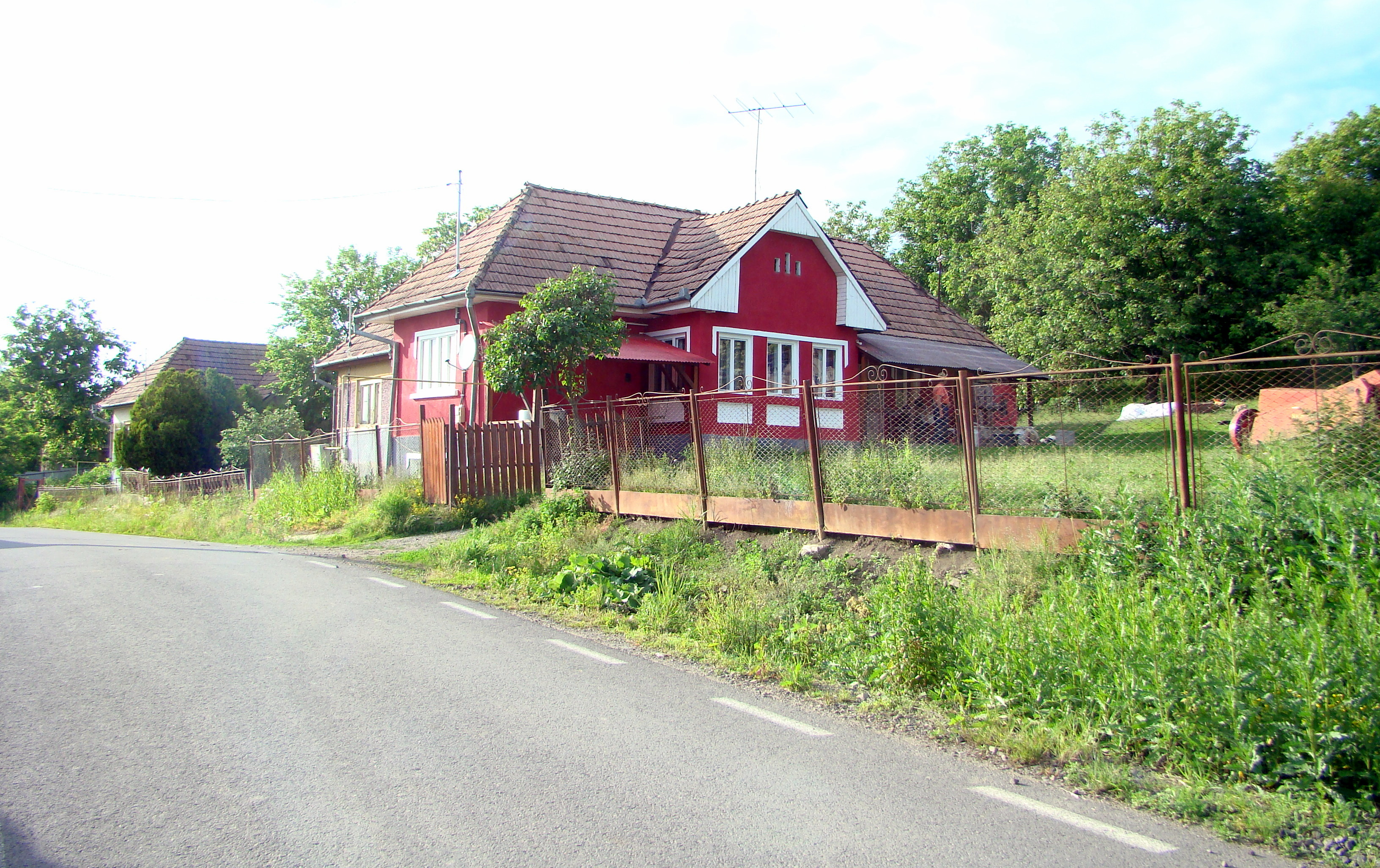
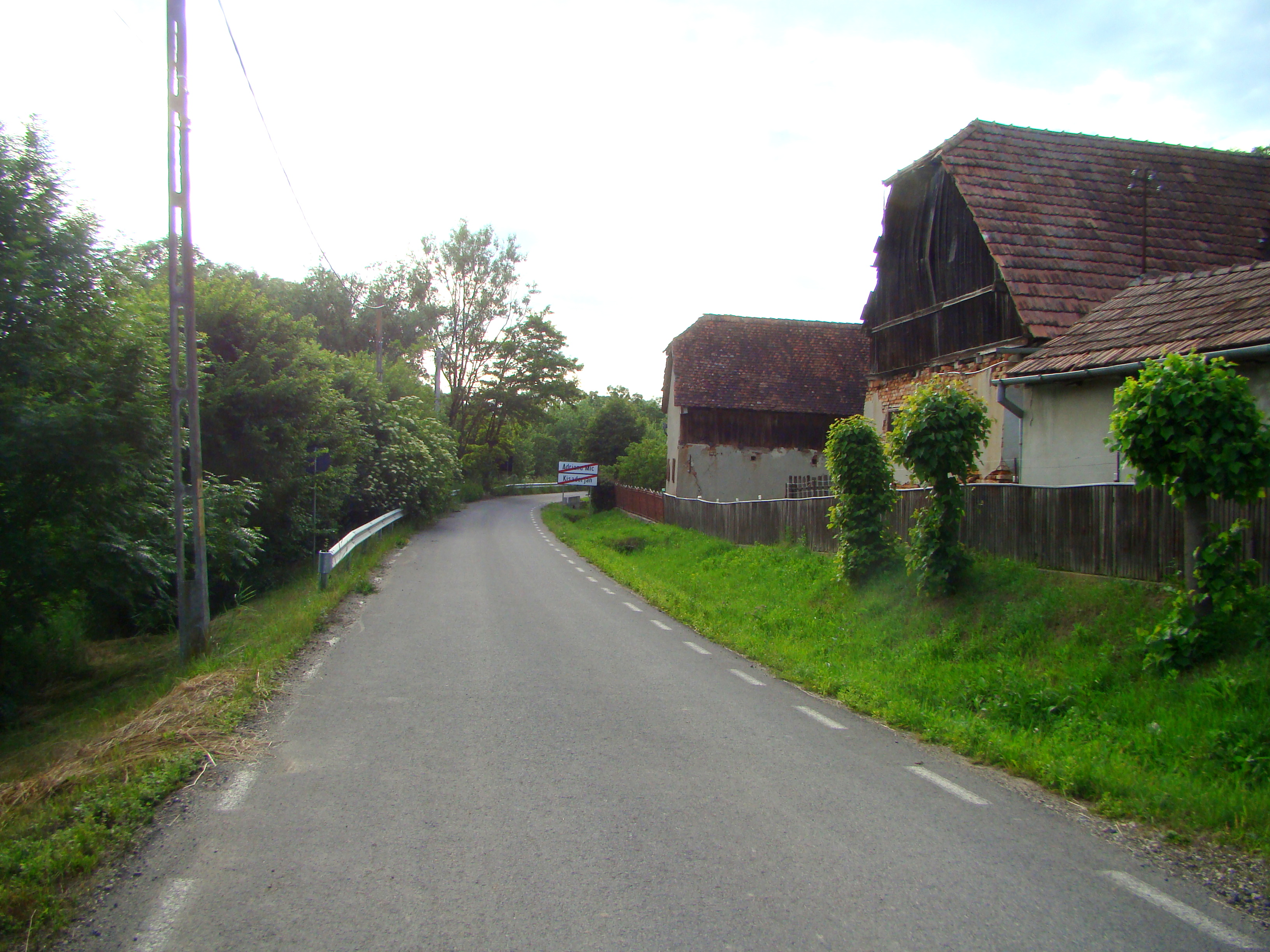
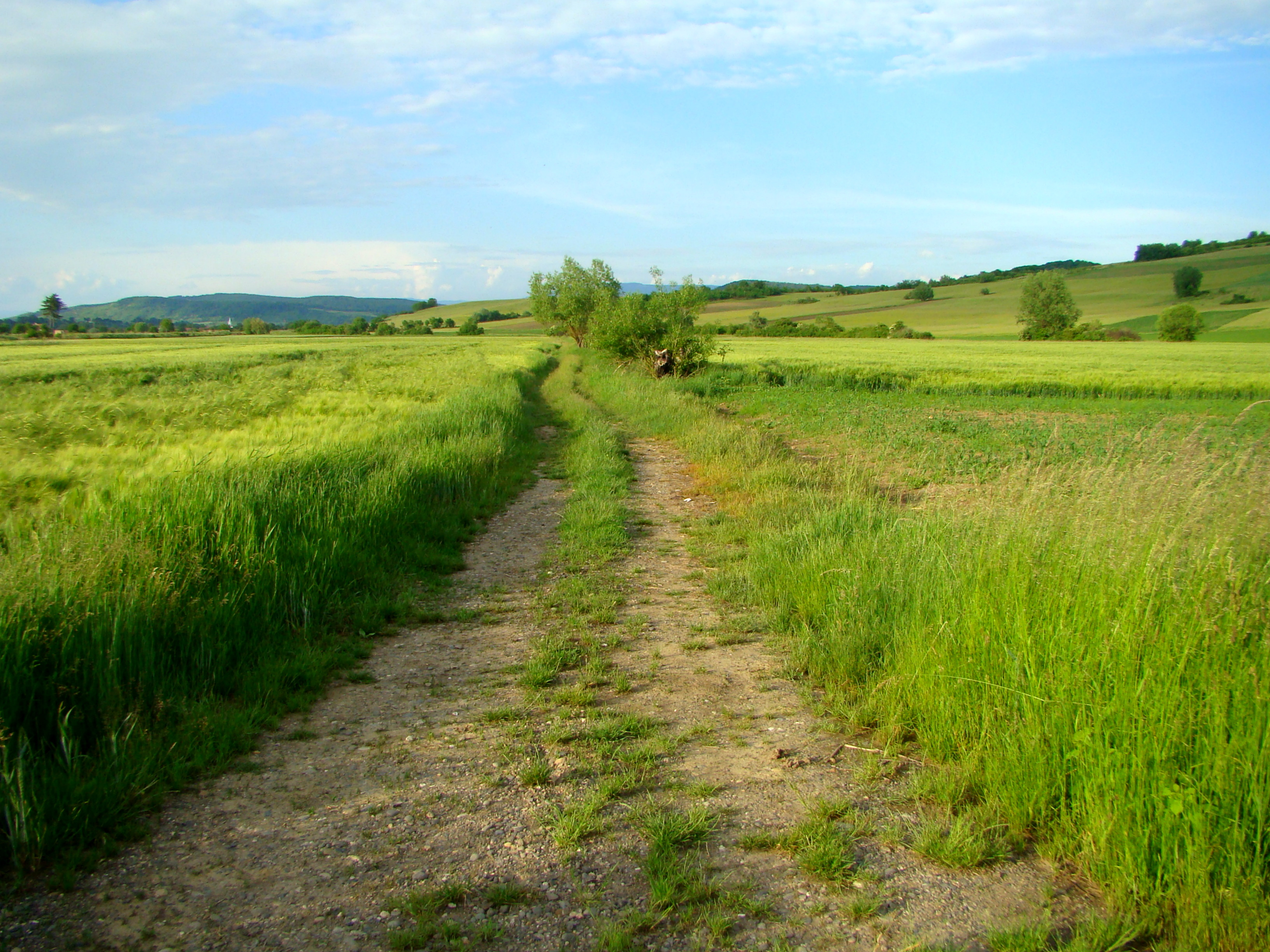
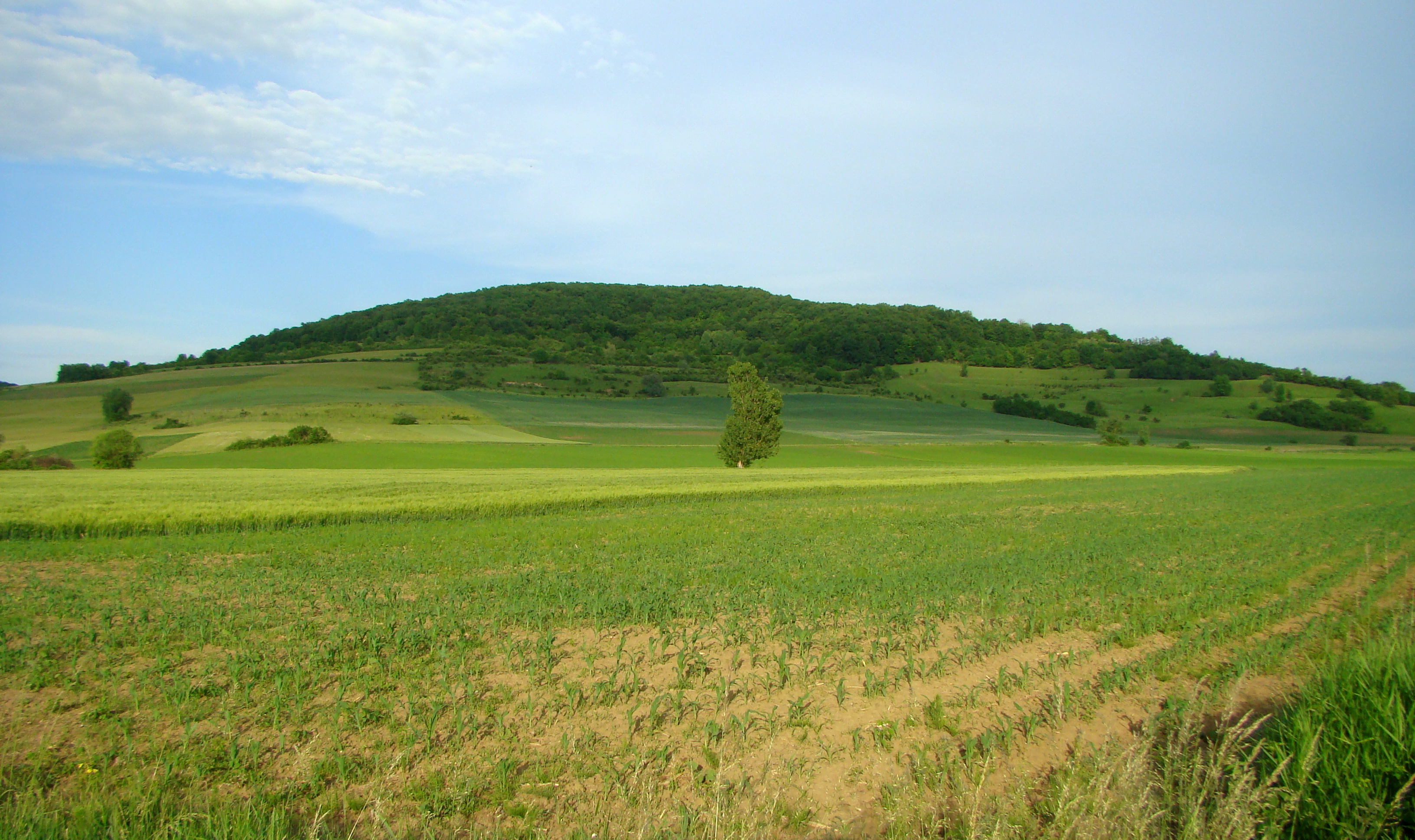